# Pohrana energije
Pohrana energije  je niz tehnika i postupaka koji omogućuju da se pohrane različiti oblici energije koji će se koristiti kasnije. Uređaj koji pohranjuje energiju ponekad naziva akumulator. 
Oblici energije mogu biti u obliku potencijalne energije, kinetičke energije, kemijske energije, kinetičke energije, toplinske energije ili električne energije.
Tijekom brojnih stoljeća valjalo je riješiti pitanje čuvanja i opskrbe pitkom vodom u vrijeme kada je inače nema (sušna i ljetna razdoblja), a u novije vrijeme pitanje čuvanja hrane (ledenice i hladnjače za čuvanje i zaleđivanje hrane). Suvremeni način života suočit će nas i s protrebom pohranjivanja energije u vrijeme kada je ima dovoljno za vrijeme kada je ima premalo. Dnevna potrošnja energije, na primjer, trenutno premašuje noćnu. Kako veliki proizvođači energije u pravilu iz tehničkih razloga ne mogu tijekom noći prestati proizvoditi električnu energiju, noću uvijek raspolažemo izvjesnim viškom proizvedene energije dok se danju u vrhovima potrošnje možemo suočiti i s osjetnim nedostacima energije. Porastom standarda i broja ljudi koji žive u urbanim sredinama, brzim razvojem nekih zemalja, iscrpljivanje fosilnih zaliha, porastom i potražnje i cijene energije te ujedno u težnji očuvanja okoliša, posezat ćemo sve češće za obnovljivim izvorima energije kao što su na primjer vjetar i sunce. Međutim, takvi su izvori energije nestalni jer uvijek postoje periodi kada vjetar nije dovoljno jak ili uopće ga nema, a sunce u punom intenzitetu ipak daje energiju samo tijekom određenog broja sati danju. Zbog toga se mogu javiti i potpuno suprotne prilike, gdje će, na primjer, zasnivanjem proizvodnje energije na osnovi sunčeve energije (u nekoj manjoj izoliranoj zajednici, gradu, regiji ili državi) trebati dio energije dobivenje danju sačuvati za potrošnju noću. Energiju u tom smislu općenito možemo pohranjivati na više načina, a ovisno o specifičnim prilikama i potrebama odabrat će se onaj način koji najbolje odgovara postojećim zahtjevima.

## Pohrana energije u obliku potencijalne energije
Najbolji primjer pohrane energije u potencijalnom obliku (misli se na gravitacijsku potencijalnu energiju) je princip rada reverzibilnih hidroelektrana. Danju se zbog razlike nadmorskih visina između vode ispred gornje akumulacijske brane i turbina same hidroelektrane potencijalna energija vode pretvara u kinetičku energiju gibanja vode koja u hidroelektrani okretanjem turbina, odn. električnih generatora proizvodi električnu struju i nakon toga puni donje akumulacijsko jezero. Noću hidroelektrana ne proizvodi struju, već se u vrijeme malog opterećenja električne mreže voda pomoću električnih crpki vraća u gornje akumulacijsko jezero i proces proizvodnje električne energije započinje ponovno ujutro kada je potražnja za električnom energijom daleko veća nego noću. Međutim, u nekim drugim okolnostima takva elektrana bi mogla davati energiju upravo noću, a električne pumpe napajane sunčanom energijom bi tijekom dana punile gornje akumulacijsko jezero.
Kilogram vode podignut za 1 m može uskladištiti 9,81 J (Ws) energije. Za akumulaciju vode obujma 1 km3 na prosječnoj visini od 200 m to bi značilo mogućnost uskladištenja oko 545.000 MWh potencijalne energije. Velika početna ulaganja i ograničenost na planinska područja nedostaci su ovakvog načina pohranjivanja, no u povoljnim okolnostima ovo je najbolji način pohrane velike količine energije na jednom mjestu.

## Pohrana energije u obliku kinetičke energije
Energiju možemo pohraniti i u obliku kinetičke energije okretanja, na primjer, masivnog valjka ili kotača. Takav valjak bi se u vrijeme kada električna mreža nije opterećena pokrenuo elektromagnetskim putem u rotaciono gibanje, a kao generator bi kinetičku energiju rotacije pretvarao u električnu energiju u vrijeme nedostatka energije. Za šuplji valjak promjera 1 m kojem je masa smještena simetrično i ravnomjerno obzirom na os rotacije i u udaljenosti 0,5 m od osi rotacije, a koji se vrti frekvencijom 50 Hz (50 okretaja u sekundi), količina pohranjene energije bila bi otprilike 12.300 J (Ws) za svaki kilogram mase valjka. Takav valjak težak 10 tona (nešto više od 1 m3 željeza) koji bi se vrtio frekvencijom od 50 Hz mogao bi pohraniti oko 120 MJ, odn. nešto više od 33 kWh kinetičke energije. Premda je bilo nekih pokušaja oživotvorenja takvog pohranjivanja energije u praksi, nepraktičnost stvarne izvedbe, cijena i niz tehničkih poteškoća ne daju ovoj zamisli značaj veći od teoretske.

## Pohrana energije u obliku toplinske energije
Voda je jeftin i više nego dobar medij za pohranjivanje toplinske energije. Sa svojim specifičnim toplinskim kapacitetom (c= 4190 J/kgK) kilogram vode zagrijan 50 0C iznad temperature okoline može pohraniti 209,5 kJ toplinske energije. Na taj način voda obujma 1 m3 zagrijana za 50°C iznad temperature okoline mogla bi, toplinski dobro izolirana, pohraniti oko 58 kWh toplinske energije, dovoljno za dogrijavanje ili zagrijavanje i većih toplinski dobro izoliranih stambenih prostora ili obiteljskih kuća. Razmjerno veća količina vode mogla bi na prikladan način poslužiti i za zagrijavanje manjih zgrada ili naselja naročito tamo gdje nema drugih izvora energije. 

## Pohrana električne energije
Električnu energiju (akoje namijenjena za zagrijavanje građevina) možemo također pohraniti posredovanjem toplinskog medija velikog toplinskog kapaciteta kao što je to na primjer voda. Struja dobivena fotonaponskim panelima troši se za zagrijavanje prostora i vode u spremniku topline (tijekom dana), a navečer se objekt grije energijom iz toplinskog spremnika. Povoljnim odabirom obujma spremnika, toplinske crpke i drugim tehničkim rješenjima može se u građevinama s posebno dobrom toplinskom izolacijom postići potpuna nezavisnost grijanja od drugih izvora energije (energetske mreže, plina i sl.).
Električnu energiju možemo, nadalje, pohraniti i u kemijskom obliku kao što je to ostvareno u klasičnom olovnom akumulatoru ili u suvremenim baterijama s mogućnošću ponovnog punjenja. Ovakav način pohrane električne energije ključan je za povećanje opsega kretanja osobnih i transportnih vozila ili, na primjer, energetsku neovisnost stambenih objekata i manjih naselja.
Gustoća pohranjene energije govori o tome koliko električne energije u džulima /J/ ili vatsekundama /Ws/ možemo pohraniti u akumulator ili bateriju po kilogramu /kg/ mase (mjerna jedinica J/kg, odn Ws/kg). Za razliku od pojma gustoće pohranjene energije, gustoća snage (W/kg) govori o opteretivosti izvora po kilogramu mase električnog izvora i određuje koju maksimalno veliku snagu može dati izvor, a da ne dođe do njegova oštećenja ili uništenja (uz neki nominalni napon električnog izvora maksimalna snaga je, očito, određena maksimalnom strujom koju može dati električni izvor). Do danas je otkriven niz električnih izvora s mogućnošću ponovnog punjenja. Različiti materijali i tehnološka rješenja daju im različite i u pravilu sve bolje električne karakteristike, no najvažniji predstavnici su na neki način olovni akumulator i litij-ionska baterija.
Klasični olovni akumulatori služe najčešće za pokretanje motora s unutrašnjim izgaranjem (osobna i teretna vozila, različiti agregati za proizvodnju električne energije i sl.), a primjenu su našli i u starijim izvedbama podmornica (pogon za vrijeme urona podmornice). Gustoća pohranjene energije im iznosi nekih 30-40 Wh/kg (vatsati/kg), a gustoća snage oko 100W/kg, što znači da olovi akumulator 12 koji je ugrađen u prosječni automobil može prilikom pokretanja dati kojih 120 A maksimalne struje. Olovni akumulatori mogu izdržati otprilike stotinjak ciklusa potpunog pražnjenja i punjenja, no nakon 5 godina gube prvobitna električna svojstva čak i u uvjetima optimalnog korištenja. Faktor iskorištenja (omjer korisne energije dobivene pražnjenjem u odnosu na energiju potrebnu za punjenje akumulatora) je relativno nizak (70-90%, ovisno o starosti i pravilnom održavanju). Zahtijeva relativno dugotrajno punjenje (i do desetak sati) manjom jakosti struje, a olovo i elektroliti otpadnih akumulatora, ako nisu ispravno reciklirani, predstavljaju ekološki rizik.
Litij-ionske baterije, premda znatno skuplje, ostvarile su ono što olovni akumulatori, niti u svojoj najkvalitetnijoj izvedbi, nisu bili u mogućnosti. Uz gustoću pohranjene energije otprilike 160 Wh/kg i gustoću snage i višestruko veću u odnosu na olovne akumulatore, litij-ionske baterije su ostvarile osnovni preduvjet šire upotrebljivosti osobnih ili manjih transportnih vozila. Proizvođači daju podatak i o 1000 ostvarivih ciklusa punjenja i pražnjena, kraćem vremenu punjenja i znatno većem faktoru iskorištenja (99%). Premda se može očekivati da će im se u velikoserijskoj proizvodnji cijena smanjiti, a električna svojstva u izvjesnoj mjeri vremenom još i poboljšati, količine raspoloživog litija uvjetovat će potragu i za nekim novim rješenjima.
Energiju možemo u njezinu električnom obliku pohraniti i u električnim kondenzatorima. Električni kondenzatori su svojim nazivnim kapacitetom bili do ne tako davno ograničeni maksimalno na nazivne vrijednosti reda veličine farada /F/ i kao takvi potpuno nezanimljivi kao oblik električnog izvora napajanja. Međutim, u zadnjih desetak godina učinjen je izrazito velik tehnološki napredak usmjeren na poboljšanje električnih karakteristika električnih kondenzatora. Premda im gustoća pohranjene energije tek sustiže gustoću pohranjene energije u olovnih akumulatora, zbog ekstremno malog unutrašnjeg otpora (odsustvo relativno tromih pratećih kemijskih reakcija) gustoća snage im već sada dosiže 10 kW/kg. Predvidljivi broj mogućih punjenja/pražnjenja broji se u milijunima ciklusa, a tipični električni kapacitet je reda veličine više 1000 F uz nazivni napon reda veličine nekoliko volti (eng. supercapacitors). 
Manjkavost im je relativno brz pad električnog napona zbog pražnjenja, no mogu odlično poslužiti kao potpora osnovnoj bateriji prilikom pokretanja jakih istosmjernih motora. Utjecajem nanotehnologije može se očekivati da će uz znatno nižu cijenu ovakav način pohrane energije imati još veće tehničke mogućnosti.
Iz svega navedenoga da se naslutiti da će se u budućnosti, uz gradnju novih hidroelektrana, termoelektrana, nuklearnih elektrana te drugih elektrana velikih proizvodnih kapaciteta, učestalije graditi i mini elektrane ili još manje nezavisne energetske jedinice uz korištenje čiste energije, a za podmirenje lokalne ili kućne potrošnje. Usavršavanjem i kombiniranjem postojećih obnovljivih izvora energije te prikladnim načinom pohrane te energije otvorit će se i put prema većoj energetskoj neovisnosti samostalnih domaćinstava, stambenih naselja te vremenom i manjih ili većih urbanih cjelina.